# Listes des ordres, décorations et médailles de la fédération de Russie
La fédération de Russie qui a succédé à l'Union des républiques socialistes soviétiques en 1991 a réorganisé le système des décorations en relevant des ordres disparus avec la révolution bolchévique de 1917, ce afin de créer un lien entre la nouvelle Russie et la Russie impériale, toujours représentée à l'étranger par de nombreux descendants d'exilés, en particulier des familles nobles et bourgeoises de la Russie blanche. Mais des décorations créées pendant la période soviétique ont été conservées, simplement ont-elles été redessinées pour satisfaire aux nouvelles exigences de la nouvelle Russie qui souhaitait effacer les symboles communistes de l'héraldique russe. En revanche de nouvelles décorations ont vu le jour bien qu'elles ressemblent à certaines décorations de l'ancienne Russie tsariste.
Les statuts des récompenses d'État ont d'abord fait l'objet d'une décision du Soviet suprême de la fédération de Russie no 2557-I du 20 mars 1992, ratifiée par le décret présidentiel no 442 du 2 mars 1994. Le 7 septembre 2010 un décret présidentiel no 1099 a modifié tout le système des décorations de la fédération de Russie, cherchant à distancier les prix d'État décernés dans la Russie fédérale de ceux décernés dans la Russie soviétique. Le décret présidentiel no 1631 du 16 décembre 2011 a, quant à lui, modifié et mis au point l'ordre de préséance de toutes les récompenses de la fédération de Russie.

## Titres honorifiques de la fédération de Russie
| Prix                                                  | Désignation (français et russe) | Décret présidentiel | Créé ou modifié le | Critères d'attribution |
| ----------------------------------------------------- | --- | ------------------- | ------------------ | --- |
| "Gold Star"                                           | Héros de la fédération de Russie Герой Российской Федерации Guéroï Rossiïskoï Federatsii                                                                         | no 2553-l           | 20 mars 1992       | Décerné aux auteurs d'actes au service de l'État impliquant la bravoure. |
|                                                       | Héros du travail de la fédération de Russie (en) Герой Труда Российской Федерации Guéroï Trouda Rossiïskoï Federatsii                                            | no 294              | 29 mars 2013       | Décerné pour des travaux et services spéciaux pour l'État et aux personnes associées à des réalisations exceptionnelles dans les sphères d'activités publiques, sociales et économiques visant à assurer le bien-être et la prospérité de la Russie.      |
| Pilot-Cosmonaut Of The Russian Federation             | Pilote-cosmonaute de la fédération de Russie Летчик-космонавт Российской Федерации Lettchik-kosmonavt Rossiïskoï Federatsii                                      | no 2555-l           | 20 mars 1992       | Attribué à tous les cosmonautes qui ont volé pour le Programme spatial russe. |
| Honoured Military Pilot Of The Russian Federation     | Pilote militaire honoré de la fédération de Russie (en) Заслуженный военный летчик Российской Федерации Zasloujenny voïenny lettchik Rossiïskoï Federatsii       | no 2555-l           | 20 mars 1992       | Attribué pour des mérites particuliers dans le développement de la technologie aéronautique, la haute performance dans l'éducation et la formation du personnel navigant et plusieurs années de vol libre sans incident de vol dans l'aviation militaire. |
| Honoured Military Navigator Of The Russian Federation | Navigateur militaire honoré de la fédération de Russie (en) Заслуженный военный штурман Российской Федерации Zasloujenny voïenny chtourman Rossiïskoï Federatsii | no 2555-l           | 20 mars 1992       | Attribué pour l'apprentissage de techniques de vol particulières et complexes et/ou de longues périodes de vol sans incident. |

## Ordres de la fédération de Russie
| Prix                               | Désignation (français/russe) | Décret présidentiel                                            | Créé/Modifié le                                                                                                 | Critères d'attribution |
|                                    | Ordre de l'apôtre saint André le premier nommé Орден Святого апостола Андрея Первозванного Orden Sviatogo apostola Andreïa Pervozvannogo    | no 757 *** no 1099                                             | 1er juillet 1998 ****** 7 septembre 2010                                                                        | Décerné aux hommes d'État éminents et аuх personnalités publiques, aux représentants éminents de la science, la culture, les arts et les industries diverses pour services exceptionnels, la promotion de la prospérité, la grandeur et la gloire de la Russie. Il peut être décerné aux chefs d'État étrangers pour services exceptionnels rendus à la fédération de Russie. En cas d'attribution à titre militaire, il est ajouté des épées en dessous de la couronne et au-dessus des têtes des deux aigles. Sur le revers de l'aigle sur un ruban blanc est la devise de l'Ordre inscrit en lettres d'or "За веру и верность" ("Pour la foi et la loyauté"). |
|                                    | Ordre de Saint-Georges 1re Classe Орден Святого Георгия I степени Orden Sviatogo Guéorguia I stepeni                                        | no 1463 *** no 1099                                            | 8 août 2000 ****** 7 septembre 2010                                                                             | Attribué aux officiers supérieurs militaires, pour la conduite d'opérations militaires pour protéger la patrie dans le cas d'une attaque par un ennemi extérieur qui ont abouti à la défaite complète de l'ennemi, pour l'exécution de combat et d'autres opérations dans d'autres États visant à rétablir la paix et la sécurité internationales, pour être un modèle de la stratégie militaire avec des exploits qui illustrent les prouesses militaires, qui ont pu être précédemment récompensées pour la distinction au combat. Il comporte quatre classes (I à IV, le premier étant le plus élevé) attribuées successivement. |
|                                    | Ordre de Saint-Georges 2e classe Орден Святого Георгия II степении Orden Sviatogo Guéorguia II stepeni                                      | no 1463 *** no 1099                                            | 8 août 2000 ****** 7 septembre 2010                                                                             | Attribué aux officiers supérieurs militaires, pour la conduite d'opérations militaires pour protéger la patrie dans le cas d'une attaque par un ennemi extérieur qui ont abouti à la défaite complète de l'ennemi, pour l'exécution de combat et d'autres opérations dans d'autres États visant à rétablir la paix et la sécurité internationales, pour être un modèle de la stratégie militaire avec des exploits qui illustrent les prouesses militaires, qui ont pu être précédemment récompensées pour la distinction au combat. Il comporte quatre classes (I à IV, le premier étant le plus élevé) attribuées successivement. |
|                                    | Ordre de Saint-Georges 3e classe Орден Святого Георгия III степени Orden Sviatogo Guéorguia III stepeni                                     | no 1463 *** no 1099                                            | 8 août 2000 ****** 7 septembre 2010                                                                             | Attribué aux officiers supérieurs militaires, pour la conduite d'opérations militaires pour protéger la patrie dans le cas d'une attaque par un ennemi extérieur qui ont abouti à la défaite complète de l'ennemi, pour l'exécution de combat et d'autres opérations dans d'autres États visant à rétablir la paix et la sécurité internationales, pour être un modèle de la stratégie militaire avec des exploits qui illustrent les prouesses militaires, qui ont pu être précédemment récompensées pour la distinction au combat. Il comporte quatre classes (I à IV, le premier étant le plus élevé) attribuées successivement. |
|                                    | Ordre de Saint-Georges 4e Classe Орден Святого Георгия IV степени Orden Sviatogo Guéorguia IV stepeni                                       | no 1463 *** no 1099                                            | 8 août 2000 ****** 7 septembre 2010                                                                             | Attribué aux officiers supérieurs militaires, pour la conduite d'opérations militaires pour protéger la patrie dans le cas d'une attaque par un ennemi extérieur qui ont abouti à la défaite complète de l'ennemi, pour l'exécution de combat et d'autres opérations dans d'autres États visant à rétablir la paix et la sécurité internationales, pour être un modèle de la stratégie militaire avec des exploits qui illustrent les prouesses militaires, qui ont pu être précédemment récompensées pour la distinction au combat. Il comporte quatre classes (I à IV, le premier étant le plus élevé) attribuées successivement. |
|                                    | Ordre "Mérite pour la Patrie" 1re Classe Орден «За заслуги перед Отечеством» I степени Orden «zaslougui pered Otetchestvom» I stepeni       | no 442 *** no 19 *** no 1099                                   | 2 mars 1994 ****** 6 janvier 1999 ****** 7 septembre 2010                                                       | L'Ordre du "Mérite pour la Patrie" est décerné à titre civil et militaire avec quatre classes. Il est attribué pour exceptionnelle dans la construction de l'État russe, les progrès dans le travail, la paix, l'amitié et la coopération entre les peuples, ou pour des contributions importantes à la défense de la Patrie. |
|                                    | Ordre "Mérite pour la Patrie" 2e Classe Орден «За заслуги перед Отечеством» II степени Orden «zaslougui pered Otetchestvom» II stepeni      | no 442 *** no 19 *** no 1099                                   | 2 mars 1994 ****** 6 janvier 1999 ****** 7 septembre 2010                                                       | L'Ordre du "Mérite pour la Patrie" est décerné à titre civil et militaire avec quatre classes. Il est attribué pour exceptionnelle dans la construction de l'État russe, les progrès dans le travail, la paix, l'amitié et la coopération entre les peuples, ou pour des contributions importantes à la défense de la Patrie. |
|                                    | Ordre "Mérite pour la Patrie" 3e Classe Орден «За заслуги перед Отечеством» III степени Orden «Za zaslougui pered Otetchestvom» III stepeni | no 442 *** no 19 *** no 1099                                   | 2 mars 1994 ****** 6 janvier 1999 ****** 7 septembre 2010                                                       | L'Ordre du "Mérite pour la Patrie" est décerné à titre civil et militaire avec quatre classes. Il est attribué pour exceptionnelle dans la construction de l'État russe, les progrès dans le travail, la paix, l'amitié et la coopération entre les peuples, ou pour des contributions importantes à la défense de la Patrie. |
|                                    | Ordre "Mérite pour la Patrie" 4e Classe Орден «За заслуги перед Отечеством» IV степени Orden «Za zaslougui pered Otetchestvom» IV stepeni   | no 442 *** no 19 *** no 1099                                   | 2 mars 1994 ****** 6 janvier 1999 ****** 7 septembre 2010                                                       | L'Ordre du "Mérite pour la Patrie" est décerné à titre civil et militaire avec quatre classes. Il est attribué pour exceptionnelle dans la construction de l'État russe, les progrès dans le travail, la paix, l'amitié et la coopération entre les peuples, ou pour des contributions importantes à la défense de la Patrie. |
|                                    | Ordre de Sainte Catherine la Grande Martyre Орден Святой великомученицы Екатерины Orden Sviatoï velikomoutchenitsy Ekateriny                | no 573                                                         | 3 mai 2012 | Attribué aux russes et aux citoyens étrangers connus pour leurs valeurs morales et leurs compassion et leur remarquable contribution dans le maintien de la paix, la charité, les activités humanitaires et la préservation de l'héritage culturel. |
|                                    | Ordre d'Alexandre Nevski Орден Александра Невского Orden Aleksandra Nevskogo                                                                | no 2557-I *** no 1099                                          | 20 mars 1992 ****** 7 septembre 2010                                                                            | Attribué aux citoyens de la fédération de Russie, des fonctionnaires en service depuis 20 ans ou plus, pour le mérite personnel particulier dans la construction de la nation, pour plusieurs années d'un service honnête et des excellentes prestations accomplies en service, pour le renforcement de l'autorité internationale de la Russie, la défense du pays, le développement de l'économie, de la science, de l'éducation, de la culture, des arts, de la santé et d'autres services, aussi bien que les citoyens de la fédération de Russie s'ils ont déjà été décoré d'un ordre d'État, pour des accomplissements remarquables personnels dans différents secteurs de l'économie, de la recherche, du secteur social, de la culture, de l'éducation, et d'autres actions socialement utiles. Peuvent aussi être récompensés d'éminents politiciens étrangers, des personnalités publiques ou représentatives des milieux d'affaires étrangers, pour leur mérite dans le développement d'une coopération multilatérale avec la fédération de Russie et pour assister son développement socio-économique. |
|                                    | Ordre de Souvorov Орден Суворова Orden Souvorova                                                                                            | no 2557-I *** no 1099                                          | 20 mars 1992 ****** 7 septembre 2010                                                                            | Décerné aux commandants de formation, leurs adjoints, les chefs de la gestion opérationnelle, de services opérationnels, chef de l'armée et des forces spéciales des Forces armées de la fédération de Russie pour l'organisation habile des opérations et la gestion des groupes de soldats, des formations et unités militaires, qui ont réussi, malgré la résistance opiniâtre de l'ennemi, en supériorité numérique, avec un meilleur équipement technique et un emplacement plus favorable dans le théâtre des opérations pour atteindre les objectifs de l'opération de conserver des secteurs clés de son territoire (ou d'un territoire des pays alliés), à créer les conditions pour saisir l'initiative et mener d'autres opérations à des fins offensives ; pour l'organisation habile et la gestion des unités des Forces armées de la fédération de Russie lors d'événements de dissuasion stratégique, afin de s'assurer qu'il n'y aura pas d'escalade de l'agression contre la fédération de Russie et/ou contre ses alliés. Peut être accordée pour la conduite des opérations sur terre ou dans l'air, au cours de laquelle, malgré la supériorité numérique de l'ennemi, les objectifs des opérations ont été réalisés tout en conservant la pleine capacité opérationnelle des unités militaires. Peut être attribué à des citoyens étrangers, des soldats des forces alliées parmi les officiers supérieurs impliqués aux côtés des soldats de la fédération de Russie dans l'organisation et la conduite d'une opération conjointe réussie. |
|                                    | Ordre d'Ouchakov Орден Ушакова Orden Ouchakova                                                                                              | no 2557-I *** no 1099                                          | 20 mars 1992 ****** 7 septembre 2010                                                                            | Décerné aux officiers et aux divisions de la Marine pour l'organisation habile et la conduite des opérations pendant le combat naval au cours desquelles, malgré la supériorité numérique de l'ennemi, les objectifs de l'opération ont été réalisés, pour avoir mis en place d'habiles manœuvres navales menant à la défaite d'un ennemi en supériorité ; pour la prise d'initiative et de détermination dans le choix d'un lieu et le moment d'une attaque principale qui a conduit à la défaite de l'ennemi permettant la préservation et la préparation au combat des forces ; pour ses réalisations dans la destruction des installations ennemies depuis la mer ou sur le rivage ; pour l'organisation habile portant un coup décisif aux forces ennemies basées sur l'interaction avec d'autres branches des Forces armées de la fédération de Russie ; pour l'organisation habile à repousser les attaques ennemies de la mer permettant la préservation des combats et la capacité des formations, des installations d'exploitation sur le territoire d'origine, des principaux ports de la flotte ; pour réussir en combiné navale (air/mer), les opérations amphibies, qui ont abouti à la réalisation des objectifs. Peut aussi être accordé à des unités militaires et des formations de la Marine pour la participation à la réussite des opérations navales. Peut aussi être accordé aux ressortissants étrangers, des soldats des forces alliées parmi les officiers supérieurs impliqués aux côtés des troupes de la fédération de Russie dans l'organisation et la conduite avec succès d'opérations conjointes. |
| Order Of Zhukov Type 1 (1994-2010) | Ordre de Joukov Орден Жукова Orden Joukova                                                                                                  | no 930 *** no 243 *** no 1099                                  | 9 mai 1994 ****** 6 mars 1995 ****** 7 septembre 2010                                                           | Décerné aux commandants des unités militaires et de leurs suppléants parmi les officiers supérieurs pour l'organisation habile des troupes et les opérations dans des secteurs stratégiques, ou des opérations militaires au cours desquelles, malgré la supériorité numérique de l'ennemi, les objectifs des opérations ont été remplis ; pour les manœuvres habiles sur terre et dans l'air pour encercler l'ennemi, permettant la défaite de forces supérieures ; pour l'initiative et la détermination dans le choix d'un site et l'heure d'une attaque principale qui a conduit à la défaite de l'ennemi sur la terre et/ou dans les airs tout en maintenant la préparation au combat et la capacité d'engager des poursuites ; pour avoir effectué une percée défensive de l'encerclement ennemi, l'organisation de la poursuite et avoir favorisé la création d'un environnement permettant la défaite de l'ennemi ; pour avoir fait preuve de ténacité pour repousser les attaques ennemies aériennes, terrestres et maritimes, en gardant les troupes ennemies clouées au sol dans les zones désignées et avoir ainsi créer les conditions favorables pour saisir l'initiative et priver de sa capacité l'ennemi à poursuivre les opérations offensives ; pour l'organisation habile et la gestion des unités des Forces armées de la fédération de Russie stationnées en dehors de la fédération de Russie, pour avoir repoussé une attaque armée contre eux, ainsi que la protection contre les attaques sur les citoyens de la fédération de Russie en dehors de la fédération de Russie. Peut être décerné aux unités et formations militaires impliquées dans la conduite des opérations sur terre et dans l'air, au cours de laquelle, malgré la résistance opiniâtre de l'ennemi, les objectifs des opérations ont été accueillies avec la pleine capacité opérationnelle des unités militaires retenues. Peut aussi être accordé aux ressortissants étrangers, des soldats des forces alliées parmi les officiers supérieurs qui ont participé avec des soldats de la fédération de Russie dans l'organisation et la conduite réussie d'opérations conjointes.             |
|                                    | Ordre de Koutouzov Орден Кутузова Orden Koutouzova                                                                                          | no 2424-1 *** no 1099                                          | 2 mars 1992 ****** 7 septembre 2010                                                                             | Décerné aux commandants des unités militaires et de leurs adjoints, ainsi que pour les commandants de bataillons et compagnies pour l'organisation habile et la conduite d'opérations au cours desquelles, malgré la supériorité numérique de l'ennemi, les objectifs des opérations ont été atteints, pour avoir fait preuve de la ténacité face à des attaques ennemies depuis l'air, la terre ou la mer, pour avoir fait preuve de responsabilité dans l'organisation de préparations au combat dans des zones désignées, pour la création des conditions pour mener des opérations ultérieures à des fins offensives ; pour l'organisation habile et le contrôle des troupes, la mise en place de défenses préparées, le maintien d'une étroite interaction entre les troupes impliquées dans les opérations, en veillant à la défaite de l'ennemi ou à la profondeur des dégâts infligés privant l'occasion de poursuivre son offensive, pour la conduite habile de combats sur la terre et/ou dans l'air, entouré par des forces ennemies supérieures en nombre, pour l'organisation d'une percée avec le retrait des troupes de la zone sans pertes significatives ; pour la capture, avec des pertes mineures, d'un site majeur, le contrôle des communications ennemies, la défaite des garnisons ennemies et de ses arrière-bases, la capture et la conservation de zones vitales, pour avoir repoussé de fortes contre-attaques aériennes, terrestres et/ou maritimes ; pour l'exécution réussie des missions de combat, pour avoir fait preuve d'un courage personnel conduisant à la destruction des installations ennemies et d'équipements militaires sur terre, air et mer. Peut être décerné à des unités militaires qui ont participé à l'opération, au cours de laquelle, malgré la résistance opiniâtre de l'ennemi, les objectifs ont été atteints avec la pleine capacité opérationnelle des unités militaires retenues. Peut aussi être accordé aux ressortissants étrangers, des soldats des forces alliées parmi les officiers qui ont participé avec des soldats de la fédération de Russie dans l'organisation et la conduite d'une opération conjointe réussie. |
|                                    | Ordre de Nakhimov Орден Нахимова Orden Nakhimova                                                                                            | no 2424-1 *** no 1099                                          | 2 mars 1992 ****** 7 septembre 2010                                                                             | Décerné aux officiers de la Marine pour leur succès dans l'organisation et la conduite d'opérations navales de formations de combat, ayant permis de repousser avec succès une offensive ennemie en lui infligeant de lourdes pertes ; pour avoir habilement organisé et dirigé les opérations de formations de combat naval en coopération avec d'autres services des Forces armées de la fédération de Russie, qui ont abouti à la défaite de l'ennemi alors qu'il était en position de supériorité ; pour avoir habilement organisé et dirigé une contre-attaque qui a abouti à la défaite d'un assaut amphibie ennemi ; pour la réussite dans la conduite d'opérations de débarquements, pour la bonne exécution des missions de combat, pour avoir fait preuve de courage personnel menant à la défaite des unités ennemie, pour la destruction d'installations à terre, pour la perturbation des communications de l'ennemi. Peut aussi être accordé à des unités militaires qui ont participé à la réussite d'opérations navales. Peut aussi être accordé aux ressortissants étrangers, des soldats des forces alliées parmi les officiers qui ont participé avec des soldats de la fédération de Russie dans l'organisation et la conduite réussie d'opérations conjointes. |
|                                    | Ordre du Courage Орден Мужества Orden Moujestva                                                                                             | no 442 *** no 19 *** no 1099                                   | 2 mars 1994 ****** 6 janvier 1999 ****** 7 septembre 2010                                                       | Décerné aux citoyens de la fédération de Russie qui ont montré leur dévouement, leur courage et leur bravoure dans la protection de l'ordre public, dans le combat contre le crime, en portant secours à d'autres personnes au cours de catastrophes naturelles, d'incendies, d'accidents et d'autres situations d'urgence, ainsi que des actions audacieuses réalisées dans l'exercice de fonctions civiles ou militaires, dans des conditions impliquant un risque pour sauver une vie. Cet ordre peut être attribué à des ressortissants étrangers qui ont fait preuve de dévouement, de courage et de bravoure dans le sauvetage de citoyens russes au cours de catastrophes naturelles, d'incendies, d'accidents et d'autres situations d'urgence en dehors de la fédération de Russie. Cet ordre peut être décerné à titre posthume. |
|                                    | Ordre "Pour le Mérite militaire" Орден «За военные заслуги» Orden «Za voïennye zaslougui»                                                   | no 442 *** no 19 *** no 1099 *** no 1631                       | 2 mars 1994 ****** 6 janvier 1999 ****** 7 septembre 2010 ****** 16/12/2011                                     | Décerné au personnel militaire pour les performances exceptionnelles réalisées au cours du service, pour la préparation de combats en vue d'assurer la défense de la Russie ; pour la performance personnelle au cours de sa carrière, le courage et le dévouement montré au cours du service actif, de combats ou d'exercices ; pour la bravoure et le courage montré dans l'exercice de tâches militaires ; pour le mérite dans le renforcement de la coopération militaire avec des nations amies. |
|                                    | Ordre "Pour le Mérite naval" Орден «За морские заслуги» Orden «Za morskie zaslougui»                                                        | no 245 *** no 1099                                             | 27 février 2002 ****** 7 septembre 2010                                                                         | Décerné aux citoyens de la fédération de Russie pour les réalisations en matière d'exploration, le développement et l'utilisation des océans dans l'intérêt de la défense nationale, et en vue d'assurer son développement économique et social ; pour ses réalisations dans le développement et la mise en œuvre des technologies et l'équipement de la Marine Russie, pour les services dans le maintien, l'expansion, l'apprentissage et l'aide de la zone économique exclusive de la fédération de Russie sur les océans ; pour ses réalisations dans la lutte contre les actions illégales des pirates et des braconniers qui perturbent l'environnement et l'économie et portent atteinte à la réputation et aux intérêts de la fédération de Russie dans sa zone économique exclusive sur les océans, ainsi que les navires battant pavillon national de la fédération de Russie sur les océans ; pour l'organisation habile et la conduite d'exercices et de manœuvres navales, au cours desquelles toutes les tâches ont été entièrement réalisées. |
|                                    | Ordre de l'Honneur Орден «Почёта» Orden Potchiota                                                                                           | no 442 *** no 19 *** no 1099                                   | 2 mars 1994 ****** 6 janvier 1999 ****** 7 septembre 2010                                                       | Décerné aux citoyens de la fédération de Russie pour un rendement élevé dans les indicateurs de production économique et dans l'industrie, la construction, l'agriculture, les communications, l'énergie et les transports, pour l'utilisation prédominante de technologies innovantes dans le processus de production, pour une augmentation significative du niveau de développement socio-économique de la fédération de Russie ; pour les réalisations en matière de modernisation du système de santé russe, visant à améliorer sensiblement la qualité de la prestation des services médicaux, ainsi que le développement et la généralisation des applications pratiques et des méthodes modernes et innovantes de diagnostic et de traitement des maladies ; pour des réalisations dans la recherche scientifique dans divers domaines de la science, pour l'augmentation de la production nationale de la concurrence de produits high-tech, pour les services rendus en vue d'améliorer le système éducatif russe qualitativement, pour l'amélioration qualitative du système de formation de spécialistes de l'économie russe et l'accroissement du prestige international des établissements d'enseignement russes ; pour sa contribution significative à la préservation, la promotion et le développement de la culture russe, l'art, l'histoire et la langue russe, associée à des niveaux accrus de développement culturel et humanitaire de la société civile et de l'éducation patriotique de la jeune génération ; pour les citoyens ayant accompli des activités de bienfaisance et communautaires ; pour la mérite dans la promotion et le soutien des sports de la jeunesse, ainsi que le sport d'élite, permettant à la Russie d'atteindre un niveau mondial dans les sports individuels. |
|                                    | Ordre de l'Amitié Орден Дружбы Orden Droujby                                                                                                | no 442 *** no 19 *** no 1099 *** no 1631 *** no 308 *** no 433 | 2 mars 1994 ****** 6 janvier 1999 ****** 7 septembre 2010 ****** 26/12/2011 ****** 16/03/2012 ****** 12/04/2012 | Attribué aux citoyens de la fédération de Russie pour leur mérite spécial dans le renforcement de l'amitié et de la coopération entre les peuples; pour un travail fructueux dans le rapprochement des nations et des ethnies dans un mutuel enrichissement de leurs cultures ; pour l'aide apporté dans le renforcement de la paix et des relations amicales entre les nations ; pour le travail remarquable dans la conservation, la valorisation et la promotion de l'héritage culturel et historique de la Russie ; pour des réalisations réussies et un apport important en main d'œuvre pour les activités de bienfaisance et de charité. Des citoyens et des étrangers peuvent se voir attribuer cet ordre pour de remarquables réalisations en vue de la valorisation de la culture et des arts russes, autant que pour la promotion des échanges culturels entre États avec la fédération de Russie. |
|                                    | Ordre de la Gloire Parentale (en) Орден «Родительская слава» Orden «Roditel’skaïa slava»                                                    | no 775 *** no 1099                                             | 13 mai 2008 ****** 7 septembre 2010                                                                             | Décerné aux parents ou aux parents adoptifs qui sont mariés, en union civile, ou dans le cas de familles monoparentales, à l'un des parents ou aux parents qui élèvent, ou ont élevé sept enfants ou plus. Pour obtenir cette décoration, les candidats doivent mener une vie familiale saine, être socialement responsables, assurer un niveau adéquat de soins de santé, d'éducation, s'assurer du bon développement physique, moral et spirituel des enfants, être garant d'un développement harmonieux de leur personnalité. |

## Décorations d'État de la fédération de Russie
| Prix             | Désignation (français/russe) | Décret présidentiel               | Créé/Modifié le                                         | Critères d'attribution |
|                  | "Croix de Saint-Georges" 1re classe Знак отличия — Георгиевский Крест I степени Znak otlitchia — Guéorguievski Krest I stepeni                   | no 2557-l *** no 1463 *** no 1099 | 20 mars 1992 ****** 8 août 2000 ****** 7 septembre 2010 | Décernée aux soldats, aux marins, aux sergents, aux officiers mariniers, aux adjudants et sous-officiers pour actes et distinction au cours de batailles pour la défense de la patrie, ainsi que pour les actes et distinction au cours de batailles sur le territoire d'autres États dans le but de maintenir ou de rétablir la paix et la sécurité avec acte de courage, de dévouement et de compétence militaire. Attribuée de manière séquentielle en quatre classes. |
|                  | "Croix de Saint-Georges" 2e classe Знак отличия — Георгиевский Крест II степени Znak otlitchia — Guéorguievski Krest II stepeni                  | no 2557-l *** no 1463 *** no 1099 | 20 mars 1992 ****** 8 août 2000 ****** 7 septembre 2010 | Décernée aux soldats, aux marins, aux sergents, aux officiers mariniers, aux adjudants et sous-officiers pour actes et distinction au cours de batailles pour la défense de la patrie, ainsi que pour les actes et distinction au cours de batailles sur le territoire d'autres États dans le but de maintenir ou de rétablir la paix et la sécurité avec acte de courage, de dévouement et de compétence militaire. Attribuée de manière séquentielle en quatre classes. |
|                  | "Croix de Saint-Georges" 3e classe Знак отличия — Георгиевский Крест III степени Znak otlitchia — Guéorguievski Krest III stepeni                | no 2557-l *** no 1463 *** no 1099 | 20 mars 1992 ****** 8 août 2000 ****** 7 septembre 2010 | Décernée aux soldats, aux marins, aux sergents, aux officiers mariniers, aux adjudants et sous-officiers pour actes et distinction au cours de batailles pour la défense de la patrie, ainsi que pour les actes et distinction au cours de batailles sur le territoire d'autres États dans le but de maintenir ou de rétablir la paix et la sécurité avec acte de courage, de dévouement et de compétence militaire. Attribuée de manière séquentielle en quatre classes. |
|                  | "Croix de Saint-Georges" 4e classe Знак отличия — Георгиевский Крест IV степени Znak otlitchia — Guéorguievski Krest IV stepeni                  | no 2557-l *** no 1463 *** no 1099 | 20 mars 1992 ****** 8 août 2000 ****** 7 septembre 2010 | Décernée aux soldats, aux marins, aux sergents, aux officiers mariniers, aux adjudants et sous-officiers pour actes et distinction au cours de batailles pour la défense de la patrie, ainsi que pour les actes et distinction au cours de batailles sur le territoire d'autres États dans le but de maintenir ou de rétablir la paix et la sécurité avec acte de courage, de dévouement et de compétence militaire. Attribuée de manière séquentielle en quatre classes. |
|                  | Décoration "Pour Bienfaisance" (en) Знак отличия «За благодеяние» Znak otlitchia «Za blagodeïanie»                                               | no 573                            | 3 mai 2012                                              | Décernée aux ressortissants russes et étrangers pour leurs efforts caritatifs majeurs pour soutenir les maisons d'enfants, les maisons de retraite, les orphelinats, les hospices et les installations médicales en Russie ; pour les actes réalisés dans le domaine des travaux publics visant à améliorer le niveau de la moralité et de la tolérance dans la société, la promotion des valeurs humaines et des droits de l'homme, et le combat contre la propagation des maladies dangereuses et les mauvaises habitudes, pour avoir apporté une contribution au développement de la science russe, de la culture, de l'éducation et des soins de santé, pour l'aide apportée aux ONG et organisations religieuses dans la mise en œuvre de mesures socialement importantes, et pour toutes les activités visant à renforcer l'institution du mariage et de la famille. |
|                  | Décoration "Pour Service Impeccable" (en) 50 Ans Знак отличия «За безупречную службу» L лет Znak otlitchia «Za bezoupretchnouïou sloujbou» L let | no 442 *** no 1099                | 2 mars 1994 ****** 7 septembre 2010                     | Décernée aux civils pour 50 ans de service impeccable rendu à l'État. La distinction est fixée sur le ruban de l'Ordre "Pour le Service à la Patrie". |
|                  | Décoration "Pour Service Impeccable" 40 Ans Знак отличия «За безупречную службу» XL лет Znak otlitchia «Za bezoupretchnouïou sloujbou» XL let    | no 442 *** no 1099                | 2 mars 1994 ****** 7 septembre 2010                     | Décernée aux civils pour 40 ans de service impeccable rendu à l'État. La distinction est fixée sur le ruban de l'ordre "Pour le Service à la Patrie". |
|                  | Décoration "Pour Service impeccable" 30 Ans Знак отличия «За безупречную службу» XXX лет Znak otlitchia «Za bezoupretchnouïou sloujbou» XXX let  | no 442 *** no 1099                | 2 mars 1994 ****** 7 septembre 2010                     | Décernée au personnel militaire et aux civils pour 30 ans de service impeccable rendu à l'État. La distinction civile est fixée sur le ruban de l'ordre "Pour le Service à la Patrie", la version militaire est fixée sur le ruban de l'ordre de Saint-Georges. |
| Military Version | Décoration "Pour Service Impeccable" 25 Ans Знак отличия «За безупречную службу» XXV лет Znak otlitchia «Za bezoupretchnouïou sloujbou» XXV let  | no 442 *** no 1099                | 2 mars 1994 ****** 7 septembre 2010                     | Décernée au personnel militaire et aux civils pour 25 ans de service impeccable rendu à l'État. La distinction civile est fixée sur le ruban de l'Ordre "Pour le Service à la Patrie", la version militaire est fixée sur le ruban de l'ordre de Saint-Georges. |
|                  | Décoration "Pour Service Impeccable" 20 Ans Знак отличия «За безупречную службу» XX лет Znak otlitchia «Za bezoupretchnouïou sloujbou» XX let    | no 442 *** no 1099                | 2 mars 1994 ****** 7 septembre 2010                     | Décernée au personnel militaire et aux civils pour 20 ans de service impeccable rendu à l'État. La distinction civile est fixée sur le ruban de l'Ordre "Pour le Service à la Patrie", la version militaire est fixée sur le ruban de l'ordre de Saint-Georges. |
|                  | Décoration "Pour Service Impeccable" 15 Ans Знак отличия «За безупречную службу» XV лет Znak otlitchia «Za bezoupretchnouïou sloujbou» XV let    | no 442 *** no 1099                | 2 mars 1994 ****** 7 septembre 2010                     | Décernée au personnel militaire pour 15 ans de service impeccable rendu à l'État. La décoration est fixée sur le ruban de l'ordre de Saint-Georges. |

## Médailles de la fédération de Russie
| Prix | Désignation (français/russe) | Décret présidentiel                               | Créé/Modifié le                                                                                  | Critères d'attribution |
|      | Médaille de l'Ordre "Mérite pour la Patrie" 1re Classe Медаль ордена «За заслуги перед Отечеством» I степени Medal ordena «Za zaslougui pered Otetchestvom» I stepeni                                     | no 442 *** no 19 *** no 1099                      | 2 mars 1994 ****** 6 janvier 1999 ****** 7 septembre 2010                                        | Décernée aux citoyens de la fédération de Russie pour leurs réalisations exceptionnelles dans les domaines de l'industrie, de la construction, de la science, de l'éducation, de la santé, de la culture, des transports et d'autres secteurs professionnels. |
|      | Médaille de l'Ordre "Mérite pour la Patrie" 2e Classe Медаль ордена «За заслуги перед Отечеством» II степени Medal ordena «Za zaslougui pered Otetchestvom» II stepeni                                    | no 442 *** no 19 *** no 1099                      | 2 mars 1994 ****** 6 janvier 1999 ****** 7 septembre 2010                                        | Décernée aux citoyens de la fédération de Russie pour leurs réalisations exceptionnelles dans les domaines de l'industrie, de la construction, de la science, de l'éducation, de la santé, de la culture, des transports et d'autres secteurs professionnels. |
|      | Médaille de l'Ordre "Mérite pour la Patrie" 1re Classe avec Épées Медаль ордена «За заслуги перед Отечеством» I степени с мечами Medal ordena «Za zaslougui pered Otetchestvom» I stepeni s metchami      | no 442 *** no 19 *** no 1099                      | 2 mars 1994 ****** 6 janvier 1999 ****** 7 septembre 2010                                        | Décernée aux membres des forces armées de la fédération de Russie pour leur grande contribution dans la défense de la Patrie, pour être parvenu à maintenir avec succès les capacités d'action et de réaction des organes centraux de l'administration militaire, des unités militaires et des organisations, dans des situations de combats élevés, pour avoir permis un renforcement de la primauté du droit et de l'ordre, pour avoir assuré la sécurité publique. |
|      | Médaille de l'Ordre "Mérite pour la Patrie" 2e Classe avec Épées Медаль ордена «За заслуги перед Отечеством» II степени с мечами Medal ordena «Za zaslougui pered Otetchestvom» II stepeni s metchami     | no 442 *** no 19 *** no 1099                      | 2 mars 1994 ****** 6 janvier 1999 ****** 7 septembre 2010                                        | Décernée aux membres des forces armées de la fédération de Russie pour leur grande contribution dans la défense de la Patrie, pour être parvenu à maintenir avec succès les capacités d'action et de réaction des organes centraux de l'administration militaire, des unités militaires et des organisations, dans des situations de combats élevés, pour avoir permis un renforcement de la primauté du droit et de l'ordre, pour avoir assuré la sécurité publique. |
|      | Médaille "Pour Courage" Медаль «За отвагу» Medal «Za otvagou» | no 442 *** no 19 *** №444 *** no 1099             | 2 mars 1994 ****** 6 janvier 1999 ****** 17 avril 2003 ****** 7 septembre 2010                   | Décernée au personnel militaire et aux employés du ministère de l'Intérieur de la fédération de Russie, au service d'État d'Incendie du ministère de la Défense civile et du Traitement des situations d'urgence et des catastrophes, aux citoyens pour courage personnel et bravoure au combat dans la défense de la patrie et des intérêts publics de la fédération de Russie ; lors de l'exécution de missions spéciales destinées à assurer la sécurité publique de la fédération de Russie, à la protection des frontières de la fédération de Russie, dans l'exécution du service militaire, ou des fonctions publiques, dans la protection des droits constitutionnels des citoyens et toutes circonstances impliquant un risque pour la vie. |
|      | Médaille de Souvorov (en) Медаль Суворова Medal Souvorova | no 442 *** no 19 *** no 1099                      | 2 mars 1994 ****** 6 janvier 1999 ****** 7 septembre 2010                                        | Décernée aux soldats pour leur bravoure et le courage au cours d'opérations au sol dans la défense de la patrie et des intérêts publics de la fédération de Russie, de l'accomplissement du service au combat, au cours des exercices ou de manœuvres, pour la protection des frontières de l'État de la fédération de Russie, ainsi que pour les excellentes performances en entraînement au combat et dans le maintien de la préparation militaire. |
|      | Médaille Ouchakov (en) Медаль Ушакова Medal Ouchakova | no 442 *** no 19 *** №444 *** no 1099 *** no 1631 | 2 mars 1994 ****** 6 janvier 1999 ****** 17 avril 2003 ****** 7 septembre 2010 ****** 16/12/2011 | Décernée aux soldats et aux marins de la Flotte, du Service des garde-frontières, du Service fédéral de sécurité de la fédération de Russie pour leur bravoure et leur courage en défendant la patrie et les intérêts publics de la fédération de Russie dans les théâtres d'opérations militaires navales, dans la protection des frontières de la fédération de Russie, dans l'accomplissement des missions de combats navals avec des navires de la Flotte et/ou du Service des gardes-frontières, du Service fédéral de sécurité de la fédération de Russie, au cours des exercices et des manœuvres, dans l'exécution du service militaire, dans des conditions impliquant un risque pour la vie, ainsi que d'excellentes performances dans la formation au combat naval. |
|      | Médaille de Joukov (en) Медаль Жукова Medal Joukova | no 930 *** no 1334 *** no 1099                    | 9 mai 1994 ****** 30 décembre 1995 ****** 7 septembre 2010                                       | Décerné aux soldats pour actes de bravoure, d'abnégation et de courage personnel dans la lutte pour la protection de la patrie et les intérêts publics de la fédération de Russie, pour distinction dans la carrière militaire, pour vigilance et participation active aux exercices et manœuvres, pour les excellentes performances dans la formation au combat. |
|      | Médaille de Nesterov (en) Медаль Нестерова Medal Nesterova | no 442 *** no 19 *** №444 *** no 1099             | 2 mars 1994 ****** 6 janvier 1999 ****** 17 avril 2003 ****** 7 septembre 2010                   | Décernée aux soldats de l'Armée de l'air, des Forces armées de la fédération de Russie ayant recours aux armes aériennes, du Service fédéral de sécurité de la fédération de Russie et des troupes du ministère de l'Intérieur de la fédération de Russie, les équipages de l'aviation civile et de l'industrie aéronautique pour leur bravoure et leur courage personnel, pour leur contribution à la défense des intérêts publics de la fédération de Russie, au cours de l'exercice de leurs fonctions et au combat, au cours d'exercices et de manœuvres ; pour les excellentes performances dans la formation au combat et dans le maintien de la préparation des moyens aériens, pour mérite particulièrement dans le développement, l'exploitation et la maintenance des aéronefs, pour l'excellence professionnelle dans le pilotage, et les excellentes performances dans la formation au combat et l'entraînement au combat aérien. |
|      | Médaille Pouchkine Медаль Пушкина Medal Pouchkina | no 574 *** no 1099                                | 9 mai 1999 ****** 7 septembre 2010                                                               | Décernée aux citoyens de la fédération de Russie pour 20 années de service au titre d'activités sociales et humanitaires, pour les accomplissements dans le domaine des arts et de la culture, l'éducation et la littérature, pour leur contribution dans les études et la préservation de l'héritage culturel, pour le rapprochement et l'enrichissement mutuel des cultures, des nations et des peuples, pour la création artistique. |
|      | "Défenseur de la Russie Libre (en)" Медаль «Защитнику свободной России» Medal «Zachtchitnikou svobodnoï Rossii»                                                                                           | no 3183-1                                         | 2 juillet 1992                                                                                   | Accordée aux personnes qui ont soutenu le régime démocratique lors de la tentative de coup d'État des 19-21/08/1991 ; en particulier à ceux qui ont contribué à la défense du Parlement de Russie. Depuis cette médaille est accordée pour des réalisations dans la mise en œuvre des réformes démocratiques, des réformes politiques et économiques, et qui aux personnes qui contribuent au renforcement de l'État russe. |
|      | Médaille "Pour Distinction dans la Protection de l'Ordre Public" (en) Медаль «За отличие в охране общественного порядка» Medal «Za otlitchie v okhrane obchtchestvennogo poriadka»                        | no 442 *** no 19 *** no 1099                      | 2 mars 1994 ****** 6 janvier 1999 ****** 7 septembre 2010                                        | Décernée aux employés du ministère de l'Intérieur de la fédération de Russie, aux soldats et aux régiments rattachés aux ministères de l'Intérieur et des Affaires internes, ainsi qu'aux soldats et régiments dépendants d'autres administrations pour leur courage et leur bravoure dans le maintien de l'ordre public et la lutte contre le crime, pour leurs performances au cours de leur service ; aux citoyens qui ont prêté assistance aux ministères de l'Intérieur et des Affaires internes pour leurs efforts dans le maintien de l'ordre public. |
|      | Médaille "Pour Distinction dans la Protection des Frontières de l'État" (en) Медаль «За отличие в охране государственной границы» Medal «Za otlitchie v okhrane gossoudarstvennoï granitsy»               | no 442 *** no 19 *** №444 *** no 1099             | 2 mars 1994 ****** 6 janvier 1999 ****** 17 avril 2003 ****** 7 septembre 2010                   | Accordée aux soldats du Service fédéral de sécurité, comme aux citoyens, pour leur participation et leurs exploits accomplis dans la lutte pour la protection des frontières de l'État, pour les services rendus dans cet objectif ; pour leur bravoure et le dévouement dont ils ont fait preuve au cours des opérations de lutte contre les violations des frontières de l'État ; pour les initiatives exemplaires visant à protéger l'intégrité des frontières de l'État ; pour avoir fait preuve d'une vigilance particulière et pour les actions conduites entraînant l'arrestation des auteurs de violations des frontières de la fédération de Russie ; pour les excellentes performances au service de la protection des frontières de la fédération de Russie, pour l'assistance active du Service fédéral de sécurité et dans les efforts apportés à la protection des frontières de l'État fédéral.                                |
|      | Médaille "Pour avoir Sauvé une Vie" (en) Медаль «За спасение погибавших» Medal «Za spassenie poguibavchikh»                                                                                               | no 442 *** no 554 *** no 19 *** no 1099           | 2 mars 1994 ****** 1er juin 1995 ****** 6 janvier 1999 ****** 7 septembre 2010                   | Décerné aux citoyens pour avoir secouru une ou plusieurs personnes au cours d'une catastrophe naturelle, de la noyade, de l'ensevelissement, dans le combat contre le feu et dans toutes les circonstances pendant lesquels le récipiendaire a sauvé une vie en risquant la sienne. |
|      | Médaille "Pour Travail Agricole" (en) Медаль «За труды по сельскому хозяйству» Medal «Za troudy po sel’skomou khoziaïstvou»                                                                               | no 335 *** no 1099                                | 10 mars 2004 ****** 7 septembre 2010                                                             | Décernée aux citoyens de la fédération de Russie pour les travaux accomplis dans l'agriculture et leur contribution dans le développement des complexes agro-industriels, dans la recherche et toutes activités par laquelle ils ont contribué à accroître la production agricole s'ils sont titulaires du titre honoraire de « héros du travail agricole de la fédération de Russie ». Peuvent aussi être récompensés les étrangers qui ont apporté leur contribution au développement de la production agricole et de l'agriculture et de son industrie dans la fédération de Russie. |
|      | Médaille "Pour le Développement du Réseau Ferroviaire" (en) Медаль «За развитие железных дорог» Medal «Za razvitie jeleznykh dorog»                                                                       | no 852 *** no 1099                                | 9 juillet 2007 ****** 7 septembre 2010                                                           | Décernée aux citoyens qui ont été honorés par le titre de « héros du travail dans les transports de la fédération de Russie » pour leurs contributions dans le développement du réseau ferroviaire de la fédération de Russie et pour leur grande contribution dans la recherche et toutes autres activités ayant permis ce développement. Peuvent aussi être récompensés les étrangers qui ont apporté leur contribution au développement des transports ferroviaires dans la fédération de Russie. |
|      | Médaille "Pour mérites dans le développement de l’énergie nucléaire" (en) Медаль «За заслуги в освоении атомной энергии» Medal «Za zaslougui v osvoïenii atomnoï ènerguii»                                | no 133                                            | 16 mars 2015                                                                                     | Décernée aux citoyens de la fédération de Russie pour des réalisations dans le domaine de la recherche, du développement et de l'utilisation de l'énergie nucléaire, pour de grandes contributions à la sécurité nucléaire et radiologique, à la formation, à des activités de recherche et de conception, et pour d'autres réalisations dans le développement de l'énergie nucléaire visant au développement socio-économique global de la fédération de Russie, pour renforcer sa capacité de défense et à garantir ses intérêts nationaux, pour l'expansion de la coopération internationale. Peut également être décernée aux ressortissants étrangers pour des réalisations exceptionnelles dans le développement de l'industrie nucléaire de la fédération de Russie. |
|      | Médaille "Pour mérites dans l’exploration de l’espace" Медаль «За заслуги в освоении космоса» Medal «Za zaslougui v osvoïenii kosmossa»                                                                   | no 1099                                           | 7 septembre 2010                                                                                 | Décernée aux citoyens de la fédération de Russie pour des réalisations dans la recherche, le développement et l'utilisation de l'espace, pour une vaste contribution au développement de fusées et de la technologie spatiale et de l'industrie, de la formation, des activités de recherche et de conception, de mise en œuvre de programmes internationaux ainsi que pour d'autres réalisations dans les activités spatiales visant à l'avantage socio-économique global de la fédération de Russie, pour le renforcement de sa défense et à l'appui des intérêts nationaux, pour l’augmentation de la coopération internationale. Peut également être accordée aux ressortissants étrangers pour des réalisations exceptionnelles dans le développement de l'industrie de l'espace dans la fédération de Russie. |
|      | Médaille de l’Ordre de la gloire parentale (en) Медаль ордена «Родительская слава» Medal Ordena «Roditel’skaïa slava»                                                                                     | no 1099                                           | 7 septembre 2010                                                                                 | Décernée aux parents ou parents adoptifs qui sont mariés, en union civile, ou dans le cas des familles monoparentales, à l'un des parents ou les parents adoptifs qui ont élevé, ou a élevé quatre enfants ou plus en tant que citoyens de la fédération de Russie. Pour une vie de famille saine, socialement responsable, offrant un niveau adéquat de soins de santé, d'éducation, du développement physique, spirituel et moral des enfants, le développement harmonieux de leur personnalité, et l'exemple de renforcer l'institution de la famille et l'éducation des enfants. |
|      | Médaille "Pour mérites dans le recensement de la population russe" Медаль «За заслуги в проведении Всероссийской переписи населения» Medal "Za zaslougui v provedenii Vserossiïskoï perepissi nasselenia» | no 1151 - no 1099                                 | 14 octobre 2002 ---------- 7 septembre 2010                                                      | Décernée aux citoyens qui ont apporté une contribution importante à la préparation et à l'exécution du recensement national. Le décret présidentiel no 1099 du 7 juillet 2010 l’a retiré de la liste des décorations de la fédération de Russie, cette médaille n’est plus attribuée. |

## Médailles commémoratives d'État de la fédération de Russie
NOTE : Le décret présidentiel no 1099 du 7 septembre 2010 dispose qu'« en vue d'améliorer le système des récompenses de l'État de la fédération de Russie, les médailles commémoratives de la fédération de Russie, les prix établis par les autorités fédérales et les autres organismes du gouvernement fédéral, les autorités publiques de la fédération de Russie, le public et les associations religieuses ne sont pas reconnus comme récompenses de l'État de la fédération de Russie ».
| Prix | Désignation (français/russe) | Décret présidentiel   | Créé/Modifié le                         | Critères d'attribution |
|      | Médaille du Jubilé "75e Anniversaire de la Victoire dans la Grande Guerre Patriotique 1941-1945" (en) Юбилейная медаль «75 лет Победы в Великой Отечественной войне 1941–1945 гг.» Ioubileïnaïa medal «75 let Pobedy v Velikoï Otetchestvennoï voïne 1941–1945 gg.» | no 277                | 13 juin 2019                            | Décernée aux soldats et aux employés civils des Forces armées de l'URSS pour leur participation aux hostilités lors de la Grande Guerre Patriotique de 1941-1945, aux membres de la guérilla et aux membres des organisations clandestines opérant dans les territoires occupés de l'URSS, aux personnes qui ont reçu la médaille "Pour la victoire sur Allemagne" ou "Pour la Victoire sur le Japon", aux personnes récompensés pour leur travail de la médaille "Pour Vaillance au Travail dans la Grande Guerre patriotique" ou "Pour le Mérite au travail" ou l'une des médailles de défense des villes ou régions de l'URSS ; aux personnes qui ont travaillé dans la période du 22 juin 1941 au 9 mai 1945 pour au moins six mois, sans tenir compte de la période de travail dans les territoires occupés temporairement ; aux anciens prisonniers mineurs des camps de concentration, des ghettos et autres lieux de détention mis en place par les nazis et leurs alliés ; aux ressortissants étrangers de l'extérieur de la Communauté des États Indépendants qui ont combattu dans les forces militaires nationales de l'URSS, dans le cadre d'unités de guérilla, de groupes clandestins, et d'autres groupes anti-fascistes qui ont apporté une contribution significative à la victoire dans la guerre patriotique et qui ont reçu des décorations d'État de l'URSS ou de la fédération de Russie. |
|      | Médaille du Jubilé "70e Anniversaire de la Victoire dans la Grande Guerre Patriotique 1941-1945" (en) Юбилейная медаль «70 лет Победы в Великой Отечественной войне 1941–1945 гг.» Ioubileïnaïa medal «70 let Pobedy v Velikoï Otetchestvennoï voïne 1941–1945 gg.» | no 931 - no 175rp     | 21 décembre 2013 ---------- 4 juin 2014 | Décernée aux soldats et aux employés civils des Forces armées de l'URSS pour leur participation aux hostilités lors de la Grande Guerre Patriotique de 1941-1945, aux membres de la guérilla et aux membres des organisations clandestines opérant dans les territoires occupés de l'URSS, aux personnes qui ont reçu la médaille "Pour la victoire sur Allemagne" ou "Pour la Victoire sur le Japon", aux personnes récompensés pour leur travail de la médaille "Pour Vaillance au Travail dans la Grande Guerre patriotique" ou "Pour le Mérite au travail" ou l'une des médailles de défense des villes ou régions de l'URSS ; aux personnes qui ont travaillé dans la période du 22 juin 1941 au 9 mai 1945 pour au moins six mois, sans tenir compte de la période de travail dans les territoires occupés temporairement ; aux anciens prisonniers mineurs des camps de concentration, des ghettos et autres lieux de détention mis en place par les nazis et leurs alliés ; aux ressortissants étrangers de l'extérieur de la Communauté des États Indépendants qui ont combattu dans les forces militaires nationales de l'URSS, dans le cadre d'unités de guérilla, de groupes clandestins, et d'autres groupes anti-fascistes qui ont apporté une contribution significative à la victoire dans la guerre patriotique et qui ont reçu des décorations d'État de l'URSS ou de la fédération de Russie. |
|      | Médaille du Jubilé "65e Anniversaire de la Victoire dans la Grande Guerre Patriotique 1941-1945" (en) Юбилейная медаль «65 лет Победы в Великой Отечественной войне 1941-1945 гг.» Ioubileïnaïa medal «65 let Pobedy v Velikoï Otetchestvennoï voïne 1941-1945 gg.» | no 238 *** no 1099    | 4 mars 2009 ****** 7 septembre 2010     | Attribuée aux personnels civils des Forces armées de l'URSS pour leur participation aux hostilités dans la Grande Guerre Patriotique 1941-1945, les guérillas et les membres des organisations clandestines opérant dans les territoires occupés de l'URSS, les personnes qui ont reçu la médaille « pour la victoire sur Allemagne » ou « pour la victoire sur le Japon », les personnes primés pour leur travail désintéressé de la médaille « Pour le Travail Vaillant dans la Grande Guerre Patriotique » ou « Pour le Mérite du Travail » ou l'une des médailles pour la « Défense » des villes ou des régions de l'URSS, aux personnes qui ont travaillé dans la période du 22 juin 1941 au 9 mai 1945 pour une période supérieure à six mois, à l'exception de la période de travail dans les territoires provisoirement occupés ; les anciens mineurs prisonniers dans les camps de concentration, les ghettos et autres lieux de détention mis en place par les nazis et leurs alliés, les ressortissants étrangers de l'extérieur de la Communauté des États Indépendants, qui ont combattu dans les forces militaires nationales en URSS, dans le cadre des unités de guérilla, les organisations clandestines et autres organisations antifascistes qui ont apporté une contribution significative à victoire dans la Guerre Patriotique et qui ont reçu les récompenses d'État de l'URSS ou de la fédération de Russie. Par décret présidentiel no 1099 du 7 septembre 2010, cette médaille n'est plus attribuée.               |
|      | Médaille du Jubilé "60e anniversaire de la Victoire dans la Grande Guerre Patriotique 1941-1945" (en) Юбилейная медаль «60 лет Победы в Великой Отечественной войне 1941-1945 гг.» Ioubileïnaïa medal «60 let Pobedy v Velikoï Otetchestvennoï voïne 1941-1945 gg.» | no 277 *** no 1099    | 28 février 2004 ****** 7 septembre 2010 | Attribuée aux personnels civils et militaires des Forces armées de l'URSS pour leur participation aux hostilités dans la Grande Guerre Patriotique 1941-1945, les guérillas et les membres des organisations clandestines opérant dans les territoires occupés de l'URSS, les personnes qui ont reçu la médaille « Pour la victoire sur Allemagne » ou « Pour la Victoire sur le Japon », les personnes primés pour leur travail désintéressé de la médaille « Pour le Travail Vaillant dans la Grande Guerre Patriotique » ou « Pour le Mérite du Travail » ou l'une des médailles pour la « Défense » des villes ou des régions de l'URSS, aux personnes qui ont travaillé dans la période du 22 juin 1941 au 9 mai 1945 pour une période supérieure à six mois, à l'exception de la période de travail dans les territoires provisoirement occupés ; les anciens mineurs prisonniers dans les camps de concentration, les ghettos et autres lieux de détention mis en place par les nazis et leurs alliés, les ressortissants étrangers de l'extérieur de la Communauté des États Indépendants, qui ont combattu dans les forces militaires nationales en URSS, dans le cadre des unités de guérilla, les organisations clandestines et autres organisations antifascistes qui ont apporté une contribution significative à victoire dans la Guerre Patriotique et qui ont reçu les récompenses d'État de l'URSS ou de la fédération de Russie. Par décret présidentiel no 1099 du 7 septembre 2010, cette médaille n'est plus attribuée. |
|      | Médaille du Jubilé "50e Anniversaire de la Victoire dans la Grande Guerre Patriotique 1941-1945" (en) Юбилейная медаль «50 лет Победы в Великой Отечественной войне 1941-1945 гг.» Ioubileïnaïa medal «50 let Pobedy v Velikoï Otetchestvennoï voïne 1941-1945 gg.» | no 5336-1 *** no 1099 | 7 juillet 1993 ****** 7 septembre 2010  | Attribuée aux personnels civils et militaires des Forces armées de l'URSS pour leur participation aux hostilités dans la Grande Guerre Patriotique 1941-1945, les guérillas et les membres des organisations clandestines opérant dans les territoires occupés de l'URSS, les personnes qui ont reçu la médaille « Pour la victoire sur Allemagne » ou « Pour la Victoire sur le Japon », les personnes primés pour leur travail désintéressé de la médaille « Pour le Travail Vaillant dans la Grande Guerre Patriotique» ou « Pour le Mérite du Travail » ou l'une des médailles pour la « Défense » des villes ou des régions de l'URSS, aux personnes qui ont travaillé dans la période du 22 juin 1941 au 9 mai 1945 pour une période supérieure à six mois, à l'exception de la période de travail dans les territoires provisoirement occupés ; les anciens mineurs prisonniers dans les camps de concentration, les ghettos et autres lieux de détention mis en place par les nazis et leurs alliés, les ressortissants étrangers de l'extérieur de la Communauté des États indépendants, qui ont combattu dans les forces militaires nationales en URSS, dans le cadre des unités de guérilla, les organisations clandestines et autres organisations antifascistes qui ont apporté une contribution significative à victoire dans la Guerre Patriotique et qui ont reçu les récompenses d'État de l'URSS ou de la fédération de Russie. Par décret présidentiel no 1099 du 7 septembre 2010, cette médaille n'est plus attribuée.  |
|      | Médaille du Jubilé "300e Anniversaire de la Flotte Russe" (en) Юбилейная медаль «300 лет Российскому флоту» Ioubileïnaïa medal «300 let Rossiïskomou flotou» | no 176 *** no 1099    | 10 février 1996 ****** 7 septembre 2010 | Attribuée pour service naval si le récipiendaire a déjà été décoré par un prix d'État et pour un service irréprochable à bord de navires ou dans le cadre d'une équipe de l'aéronavale pendant 10 ans, ou dans d'autres parties de la marine pendant 20 ans, de vétérans de la marine de la Grande Guerre Patriotique, des chercheurs dans le domaine maritime et les membres de flottes expéditionnaires qui ont reçu les récompenses d'État et qui justifient d'un service de 15 ans ou plus, les développeurs, les gestionnaires de bureaux d'études, les instituts de recherche et les organisations, les institutions éducatives, les directeurs de l'industrie de construction navale du gouvernement central, les principales professions directement impliquées dans la construction et la réparation des navires et des bateaux, les directeurs d'instituts de recherche, d'établissements universitaires, maritimes qui ont reçu les récompenses d'État et qui justifient d'un service de 20 ans. Par décret présidentiel no 1099 du 7 septembre 2010, cette médaille n'est plus attribuée. |
|      | Médaille Commémorative "850e Anniversaire de Moscou" (en) Медаль «В память 850-летия Москвы» Medal «V pamiat’ 850-letia Moskvy» | no 132 *** no 1099    | 26 février 1997 ****** 7 septembre 2010 | Attribuée aux participants à la défense de Moscou qui ont reçu la Médaille « Pour la Défense de Moscou », les travailleurs en temps de guerre qui ont travaillé à Moscou pendant la Grande Guerre Patriotique de 1941-1945, les personnes qui ont reçu la Médaille Commémorative du « 800e Anniversaire de Moscou », les citoyens qui ont apporté une contribution importante à l'élaboration de Moscou. Par décret présidentiel no 1099 du 7 septembre 2010, cette médaille n'est plus attribuée. |
|      | Médaille du Jubilé "100e Anniversaire du Trans-Sibérien" (en) Юбилейная медаль «100 лет Транссибирской магистрали» Ioubileïnaïa medal «100 let Transsibirskoï maguistrali»                                                                                          | no 777 *** no 1099    | 27 juillet 2001 ****** 7 septembre 2010 | Attribuée aux employés des chemins de fer qui ont travaillé sans faille dans l'industrie depuis 20 ans ou plus, ainsi qu'aux citoyens qui ont apporté une contribution significative au développement du Transsibérien. Par décret présidentiel no 1099 du 7 septembre 2010, cette médaille n'est plus attribuée. |
|      | Médaille Commémorative "300e Anniversaire de Saint-Pétersbourg" (en) Медаль «В память 300-летия Санкт-Петербурга» Medal «V pamiat’ 300-letia Sankt-Peterbourga» | no 210 *** no 1099    | 19 février 2003 ****** 7 septembre 2010 | Attribuée aux participants de la défense en temps de guerre de Leningrad, aux personnes qui ont reçu la Médaille « Pour la Défense de Leningrad » ; aux résidents qui ont subi le Blocus de Leningrad, aux travailleurs en temps de guerre qui ont travaillé pendant la Grande Guerre Patriotique de 1941-1945 ans à Leningrad et a qui a été attribué un prix ; aux citoyens qui ont apporté une contribution significative au développement de Saint-Pétersbourg. Par décret présidentiel no 1099 du 7 septembre 2010, cette médaille n'est plus attribuée. |
|      | Médaille Commémorative "1000e Anniversaire de Kazan" (en) Медаль «В память 1000-летия Казани» Medal «V pamiat’ 1000-letia Kazani» | no 762 *** no 1099    | 30 juillet 2005 ****** 7 septembre 2010 | Attribuée aux participants de la défense de Kazan, aux résidents qui se sont battus dans la Grande Guerre Patriotique de 1941-1945, aux travailleurs en temps de guerre qui ont travaillé pendant la Grande Guerre Patriotique de 1941-1945 dans la ville de Kazan pendant au moins 6 mois ou qui ont reçu un ordre ou une ou plusieurs médailles de l'Union Soviétique pour leur travail pendant la Grande Guerre Patriotique de 1941-1945, aux vétérans du travail ; aux citoyens qui ont apporté une contribution significative à la ville de Kazan. Par décret présidentiel no 1099 du 7 septembre 2010, cette médaille n'est plus attribuée. |

## Source
- (en) Cet article est partiellement ou en totalité issu de l’article de Wikipédia en anglais intitulé « List of orders, decorations, and medals of the Russian Federation » (voir la liste des auteurs).